# Chiesa di San Vincenzo (Castelbuono)
La chiesa di San Vincenzo è un edificio religioso di Castelbuono.

## Storia
I religiosi dell'Ordine domenicano si insediarono in città nel 1583 per volontà del marchese Giovanni.

## Descrizione
Luogo di culto altrimenti noto come chiesa della Madonna del Rosario. Il tempio con impianto a navata unica custodisce sull'altare maggiore la tela raffigurante la Beata Vergine del Rosario, opera dello Zoppo di Gangi (al secolo Giuseppe Salerno).
Sul secondo altare è collocata la tela che ritrae San Tommaso d'Aquino, opera dello stesso autore.
Il ricco apparato pittorico contempla quadri raffiguranti San Domenico di Guzmán, San Vincenzo Ferreri, Santa Rosa da Lima e Santa Margherita Maria Alacoque, tutte figure di spicco dell'Ordine domenicano.
All'interno della Cappella del Crocifisso è custodita una Croce lignea e le statue policrome in cartapesta raffiguranti Santa Lucia e San Vincenzo Ferreri.

## Oratorio
- Oratorio del Rosario